# ŽFK Ljuboten
Le ŽFK Ljuboten, section féminine du FK Ljuboten (en), est un club féminin de football macédonien, basé à Tetovo.

## Histoire
Ljuboten remporte le championnat en 2022, en ne perdant qu'un seul match. L'équipe est donc qualifiée pour les éliminatoires de la Ligue des champions. Elle est éliminée dès le premier tour par le SKN St. Pölten (7-0).
Lors de la saison 2022-2023, le club réalise le doublé coupe-championnat en restant invaincu. En finale de coupe, Ljuboten bat Kamenica Sasa 4-0.

## Palmarès
- Championnat de Macédoine du Nord :
  - Champion : 2021-2022, 2022-2023, 2023-2024, 2024-2025
- Coupe de Macédoine du Nord :
  - Vainqueur : 2022-2023, 2023-2024, 2024-2025